# Józef Mozolewski (nauczyciel)

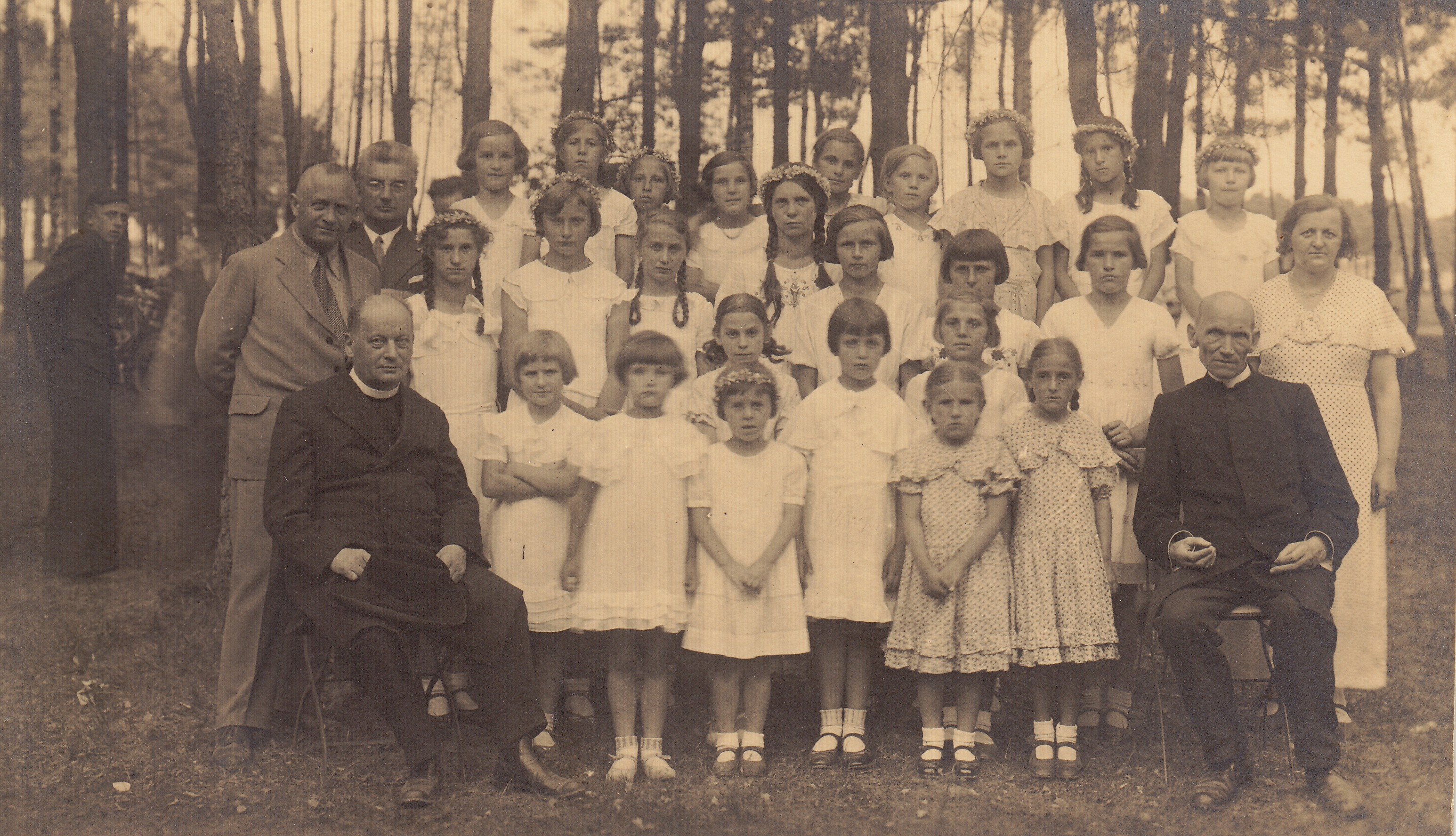
Józef Mozolewski (stoi w jasnym garniturze z lewej strony) wraz z ks. Bolesławem Domańskim (siedzi obok) i dyrektorem szkoły polskiej w Złotowie Juliuszem Zielińskim; z drugiej strony grupy uczennic siedzi ks. Maksymilian Grochowski i stoi nauczycielka Maria Zientara-Malewska

Józef Mozolewski (ur. 3 marca 1889 w Rogoźnie, zm. 5 października 1974 w Szczecinie) – nauczyciel i działacz Związku Polaków w Niemczech.
Po ukończeniu seminarium nauczycielskiego w Paradyżu koło Świebodzina (1910) pracował w szkolnictwie powszechnym w powiecie nowotomyskim. Po odzyskaniu niepodległości przez Polskę prowadził zajęcia w seminarium nauczycielskim w Kcyni (1921–1923) i w Bydgoszczy. Potem uzyskał dyplom nauczyciela szkół średnich, po ukończeniu (jako ekstern) studiów geograficznych na Uniwersytecie Jana Kazimierza we Lwowie w 1926.
Od 1 stycznia 1930 został nieoficjalnym inspektorem szkolnym Związku Polskich Towarzystw Szkolnych w Berlinie, formalnie pozostawał przy tym na etacie nauczyciela w Złotowie.
Aresztowany w Złotowie, po wybuchu II wojny światowej trafił – po krótkotrwałym pobycie w miejscowym więzieniu, potem w Lipce – od 1 października 1939 do obozu w Sachsenhausen. Przeżył tam aż do wyzwolenia obozu przez Rosjan 3 maja 1945.
Już 15 maja rozpoczął pracę w koszalińskim kuratorium i trafił m.in. znów do Złotowa, gdzie zorganizował Liceum Pedagogiczne. Po przeniesieniu kuratorium do Szczecina w lipcu 1945 został naczelnikiem Oddziału Kształcenia Nauczycieli. Od 1947 do 1950 był starostą powiatu szczecińskiego. Później, do 1957, wykładał w Studium Przygotowawczym do Szkół Wyższych, potem (do 1965) w I Studium Nauczycielskim. Na emeryturę przeszedł 1 września 1968. Zmarł 5 października 1974 i pochowany został na Cmentarzu Centralnym w Szczecinie w alei zasłużonych.